# Економіка Еритреї
Еритрея — одна із найбільш економічно відсталих країн світу та Африки зокрема. Основними причинами такого положення стали тридцятирічна війна за незалежність від Ефіопії (1961–1991 рр.), цілеспрямована політика ефіопського уряду по експлуатації економічного потенціалу Еритреї задля розвитку внутрішніх районів Ефіопії та часті посухи, які порушили екологічний баланс в регіоні. Внаслідок цього, економіка Еритреї на початок 1990-х років була майже повністю зруйнована.
Незважаючи на численні несприятливі стартові умови, економіка країни останнім часом показує значний ріст. Зростання ВВП у 2011 році склало 8,7%, в 2012 — 7,5%, прогноз на 2013 — 3,4%.

## Історія
Економіка Еритреї в XX столітті найбільш успішно розвивалася в період останніх років італійського панування, Другої світової війни та перших років існування в складі федерації з Ефіопією. На середину 1950-х років, Еритрея мала набагато розвиненішу міську та промислову інфраструктуру, ніж сусідня Ефіопія. Після анексії Еритреї Ефіопією, в умовах тривалої повстанської війни, ефіопський уряд почав цілеспрямовано переводити промислові об'єкти та кваліфіковану робочу силу з Еритреї до внутрішніх районів Ефіопії. На час здобуття незалежності в 1991 році в Еритреї різко скоротилося поголів'я худоби, була майже зруйнована інфраструктура, включаючи мости, дороги, школи, лікарні, поліклініки, залізниця, порт Массава та промислові підприємства. Ті еритрейці, які мали професійну освіту і не брали участі у боротьбі за незалежність, емігрували за кордон або переїхали до Ефіопії для роботи на промислових об'єктах. Таким чином, в незалежній Еритреї відразу стала відчутною нестача кваліфікованої робочої сили та масова нестача житла.
В 1991 році урядовими експертами було підраховано, що для виходу із кризи країні потрібно близько $2 млрд іноземної допомоги, але Еритрея отримала лише невелику частину цієї суми. Тому уряд Еритреї вимушений був опиратися лише на власні сили та мобілізацію населення. Також допомагали валютні інвестиції численної еритрейської діаспори з різних країн світу. Це дозволило уряду виділити мінімально необхідні кошти, для вирішення двох основних задач — відновлення інфраструктури та працевлаштування демобілізованих учасників визвольного руху.
На початку 1990-х років було визначено декілька пріоритетів розвитку країни: забезпечення продовольством, розвиток системи охорони здоров'я, підвищення професійного та загальноосвітнього рівня населення, покращення екологічної ситуації, відновлення системи комунікацій, в тому числі телефонний зв'язок і транспорт. Пізніше до першочергових завдань було додано питання підвищення ефективності управління, розширення ролі жінок в суспільному та політичному житті, розвиток енергетики та пояснення населенню політики уряду. Ці заходи мали доволі значний успіх у відбудові економіки — до кінця 1990-х років вдалося значно збільшити ВВП у порівнянні із 1991 роком, було стимульовано розвиток приватного сектору та розширення сфери послуг внаслідок приватизації та структурних реформ. В 1993–1997 рр. рівень інфляції становив менше 4% щорічно, дефіцит бюджету в 1997 році зменшився до 5,5%.

## Сільське господарство
В сільському господарстві задіяно 75-80% населення країни, хоча частка агросектору у ВВП лише 12,4%. Впродовж перших років існування незалежної Еритреї, уряд приділяв значну увагу модернізації агросектору, збільшення його продуктивності, охороні дефіцитних водних ресурсів, вакцинації худоби та консультації населення стосовно ведення господарства, в країні було споруджено більше 100 невеликих дамб. Найрозповсюдженішими агрокультурами є сорго, бобові, овочі, кунжут, тютюн, бавовник та цитрусові. В деяких регіонах використовуються іригаційні системи для вирощування садових та овочевих культур. Населення займається розведенням худоби, овець, верблюдів, домашніх птахів.

## Рибне господарство
Еритрея має величезні рибні ресурси, протяжність берегової лінії країни становить близько 2,000 км. Червоне море загалом має потужні запаси морепродуктів, в територіальних водах Еритреї в районі архіпелагу Дахлак було знайдено приблизно 250 видів риб, в тому числі сардини (економічно найвигидніший), лосось, тунець, анчоуси, барракуда, морська щука, тріска, також присутні промислові запаси креветок та омарів. ООН, а також Європейський Союз, Японія та деякі інші розвинуті країни надали фінансову допомогу для розвитку рибного господарства. Уряд Еритреї розвиває довгострокове кредитування рибалок, розвиває риболовецькі кооперативи та спеціалізовані програми щодо експлуатації та ремонту моторних човнів.

## Промисловість

### Гірнича промисловість
Гірнича промисловість в Еритреї загалом мало розвинена, проведена недостатня робота щодо розвідки родовищ корисних копалин. Навіть відомі родовища не експлуатуються повною мірою, хоча результати геологічних розвідок колоніальних часів та середини XX століття вказують на те, що країна багата на залізну руду, золото, мідь, нікель, калійну сіль, каолін, марганець, титан, слюду та магній. Налагоджений промисловий видобуток солі з морської води. Ведеться розвідка нафти в акваторії Червоного моря, експерти прогнозують наявність нафтогазових родовищ на шельфі Еритреї. Згідно з даними еритрейського уряду, в 1998 році було видобуто 573 кілограми золота кустарними методами. Міжнародні спостерігачі також зазначають, що в країні можливий кар'єрний видобуток мармуру та граніту. В 2001 році близько 10 компаній отримали ліцензії на розробку надр Еритреї, уряд активно провадить пошук нових інвесторів. Наявність сотень тисяч одиниць протипіхотних мін на еритрейських землях, особливо вздовж кордону із Ефіопією, які залишилися ще від часів війни за незалежність та Ефіопо-еритрейської війни, становить значну перешкоду для розвитку гірничодобувної галузі. На початку 2011 року Nevsun Resources завершили будівництво добувних потужностей в Біша, орієнтовний обсяг видобутку підприємства становить близько 350 тис. унцій золота щорічно, а після того як запаси золота вичерпаються, шахта буде добувати мідь та цинк.

### Обробна промисловість
Після здобуття незалежності, багато промислових підприємств не працювало через брак сировини та запасних частин, тож задачею еритрейського уряду було відновлення їх функціонування незалежно від того, в державній чи приватній власності вони будуть. До 1993 року більшість підприємств вже була повністю чи частково відновлена, було налагоджено виробництво хлібобулочних виробів, пива, м'ясних та рибних консервиів, рослинних олій, батарейок, цементу, скла, кухонного приладдя, шкіряних виробів, сірників і тканин.
З середини 1990-х років уряд почав цілеспрямовано приватизовувати державну власність та активно шукав покупців та акціонерів. До 1998 року було передано в приватну власність близько 700 малих та 40 великих та середніх підприємств обробної промисловості.

## Транспорт та зв'язок
Одним із найважливіших завдань уряду в 1990-х роках було відновлення та розвитку транспорту: відреставровано та реконструйовано багато знищених чи пошкоджених автомобільних доріг, прокладено нові дороги у важкодоступні райони, покращується покриття на найважливіших напрямках, як між Кереном та Баренту, Массавою та Асебом, Мендеферою та Баренту. Поступово відновилася Еритрейська залізниця, що була демонтована під час війни за незалежність. Наразі в Еритреї діє 5 регіональних та міжнародних авіаліній, розвивається створена національна авіакомпанія. Розвивається телефонний зв'язок, існують домовленості з іноземними компаніями щодо модернізації еритрейських комунікацій.

## Банківська справа та торгівля
Важливу роль в торговельній сфері Еритреї займає співпраця із Ефіопією. Після здобуття незалежності Еритреєю та зміни правлячого режиму в Ефіопії в 1991 році між країнами встановилися тісні добросусідські відносини. Цьому сприяли відкриття портів для ефіопського експорту, політика відкритих кордонів та використання Еритреєю до 1997 року ефіопської валюти — бира, хоча еритрейці не мали ніяких важелів впливу на Центральний банк Ефіопії, в руках якого був контроль над валютою. В 1997 році Еритрея ввела в обіг свою власну валюту — накфу, що закономірно призвело до деякого напруження між країнами. Колапс еритрейсько-ефіопських міждержавних відносин стався після суперечки в 1997 році щодо деяких прикордонних територій, яка переросла у короткотривалу, але кровопролитну війну 1998–2000 рр. Ставлення в обох країнах одна до одної з тих пір вороже, хоча Ефіопія вимушена користуватися еритрейськими портами для експорту своєї продукції.
На початку 2005 року, із метою збільшення валютних резервів, уряд постановив усі грошові операції в країні мають проводитися лише еритрейськими грошима — накфою, зберігання та обмін іноземної валюти стало незаконним. 1 січня 2005 року уряд встановив офіційний фіксований курс $1 = 15 накф. В таких умовах для Еритреї серйозною проблемою є інфляція, яка посилилася після зростання цін на продовольство після посушливих років та великих витрат на оборону. За даними МВФ, на 2003 рік інфляція в середньому сягала 23%.